# Seznam dílů seriálu Spirited
Toto je seznam dílů seriálu Spirited. Australský dramatický televizní seriál Spirited měl premiéru na stanici SoHo. 

## Přehled řad
| Řada | Díly | Premiéra v Austrálii | Premiéra v Austrálii |
| Řada | Díly | První díl            | Poslední díl         |
| ---- | ---- | -------------------- | -------------------- |
| 1    | 8    | 25. srpna 2010       | 13. října 2010       |
| 2    | 10   | 20. července 2011    | 21. září 2011        |

## Seznam dílů

### První řada (2010)
| Č. v seriálu | Č. v řadě | Původní název                        | Režie               | Scénář                               | Premiéra v Austrálii |
| ------------ | --------- | ------------------------------------ | ------------------- | ------------------------------------ | -------------------- |
| 1            | 1         | The Man Who Fell to Earth            | Jessica Hobbs       | Jacquelin Perske                     | 25. srpna 2010       |
| 2            | 2         | Everybody Loves You When You're Dead | Jessica Hobbs       | Ian Meadows                          | 1. září 2010         |
| 3            | 3         | Wild Horses                          | Johnathan Teplitzky | Tony McNamara                        | 8. září 2010         |
| 4            | 4         | I Remember Nothing                   | Johnathan Teplitzky | Ian Meadows                          | 15. září 2010        |
| 5            | 5         | Wake Up Little Suzy                  | Daniel Nettheim     | Jessica Redenbach                    | 22. září 2010        |
| 6            | 6         | Cat's in the Cradle                  | Daniel Nettheim     | Marieke Hardy a Jacquelin Perske     | 29. září 2010        |
| 7            | 7         | Riders on the Storm                  | Jessica Hobbs       | Jacquelin Perske                     | 6. října 2010        |
| 8            | 8         | If You Leave Me Can I Come Too?      | Jessica Hobbs       | Jacquelin Perske a Jessica Redenbach | 13. října 2010       |

### Druhá řada (2011)
| Č. v seriálu | Č. v řadě | Původní název             | Režie                 | Scénář                        | Premiéra v Austrálii |
| ------------ | --------- | ------------------------- | --------------------- | ----------------------------- | -------------------- |
| 9            | 1         | Changes                   | Stuart McDonald       | Jacquelin Perske              | 20. července 2011    |
| 10           | 2         | Time After Time           | Stuart McDonald       | Jacquelin Perske              | 27. července 2011    |
| 11           | 3         | Alone with You            | Michael James Rowland | Tony McNamara                 | 3. srpna 2011        |
| 12           | 4         | Blood Sugar Sex Magik     | Michael James Rowland | Jacquelin Perske a Lally Katz | 10. srpna 2011       |
| 13           | 5         | Sweet Child O'Mine        | Jonathan Teplitzky    | Tony McNamara                 | 17. srpna 2011       |
| 14           | 6         | If You See Her, Say Hello | Jonathan Teplitzky    | Alice Bell                    | 24. srpna 2011       |
| 15           | 7         | Dancing in the Dark       | Jonathan Brough       | Jessica Redenbach             | 31. srpna 2011       |
| 16           | 8         | The Real Thing            | Jonathan Brough       | Tommy Murphy                  | 7. září 2011         |
| 17           | 9         | Yesterday's Hero          | Rowan Woods           | Ian Meadows                   | 14. září 2011        |
| 18           | 10        | I'll Close My Eyes        | Rowan Woods           | Jacquelin Perske              | 21. září 2011        |